# Eikichi Araki
Eikichi Araki (新木栄吉, Araki Eikichi, 24 avril 1891 - 1er février 1959)  est un homme d'affaires japonais et président de la banque centrale. Il est le 17e et 19e gouverneur de la banque du Japon. Il est originaire de la préfecture d'Ishikawa.

## Carrière
Araki est gouverneur de la banque du Japon du 9 octobre 1945 au 1er juin 1946 et de nouveau du 11 décembre 1954 au 30 novembre 1956.
Entre 1952 et 1953, il est ambassadeur du Japon aux États-Unis.

## Source de la traduction
- (en) Cet article est partiellement ou en totalité issu de l’article de Wikipédia en anglais intitulé « Eikichi Araki » (voir la liste des auteurs).